# Biobessoides
Biobessoides is een kevergeslacht uit de familie van de boktorren (Cerambycidae). De wetenschappelijke naam van het geslacht werd voor het eerst geldig gepubliceerd in 1992 door Teocchi.

## Soorten
Biobessoides omvat de volgende soorten:
- Biobessoides albomaculatus (Breuning, 1938)
- Biobessoides pujoli Teocchi, 1992